# Río Seco (Castilla)
Río Seco es una villa peruana ubicada en el distrito de Castilla, perteneciente a la provincia y departamento de Piura, al norte del Perú. 

## Ubicación
Río Seco se ubica al oeste de la provincia de Piura, en el distrito de Castilla, en el departamento de Piura.

## Demografía
En 2017 Río Seco tenía una población de 4865 habitantes.
| Gráfica de evolución demográfica de Río Seco entre 1993 y 2017 |
|                                                                |
| Fuentes: Población 1993 y 2017                                 |

La Bandera de Rio seco esta presentada en una composición de tres colores siendo el blanco presentado en forma diagonal por la bandera:
- Verde claro: Representa la vegetación y la esperanza.
- Blanco: Representa la unidad de los ciudadanos.
- Marrón: Representa la tierra y la cultura.Construcción Oficial de La Bandera de Rio Seco (Castilla).

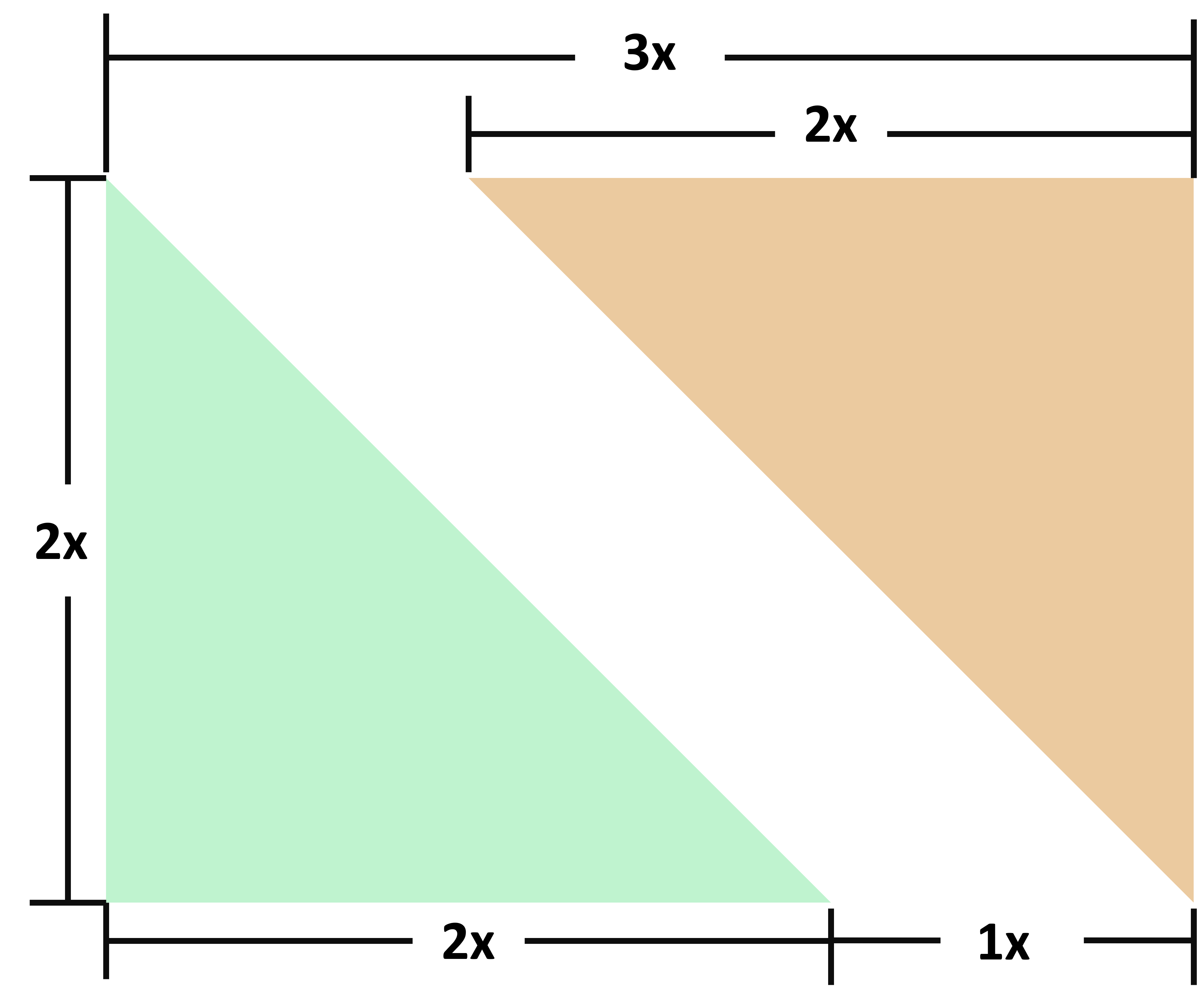
Construcción Oficial de La Bandera de Rio Seco (Castilla).